# Il pavone bianco
Il pavone bianco è il primo romanzo di David Herbert Lawrence, pubblicato nel 1911. Iniziato nel 1906 e poi riscritto tre volte, aveva nelle prime versioni come titolo provvisorio Laetitia. L'autore venne ispirato dal dipinto Un idillio di Maurice Greiffenhagen.
Ambientato nella zona di Eastwood dove Lawrence trascorse la giovinezza, è narrato in prima persona da un personaggio di nome Cyril Beardsall. I temi trattati sono quelli dei danni derivanti da matrimoni senza amore e dell'impatto dell'industrializzazione selvaggia sulla città e la campagna. Fa la sua apparizione anche un guardacaccia misantropo, in qualche modo un prototipo del Mellors di L'amante di Lady Chatterley. Il libro contiene infine anche alcune notevoli descrizioni naturalistiche.

## Edizioni italiane
- trad. Maria De Sanna, Milano: Corbaccio, 1933; Dall'Oglio, 1966
- trad. Attilio Landi, Milano: Mondadori, 1970
- trad. Evelina Grassi, Milano: Rizzoli, 1974
- trad. Anna Cecchi, Roma: Newton Compton, 1974